# Удовенко, Геннадий Иосифович
Генна́дий Ио́сифович Удове́нко (укр. Геннадій Йосипович Удовенко; 22 июня 1931, Кривой Рог — 12 февраля 2013, Киев) — советский и украинский политический деятель, член КПСС, дипломат, министр иностранных дел Украины в 1994—1998 годах, президент 52-й сессии Генеральной Ассамблеи ООН в 1997—1998 годах.

## Биография
Родился 22 июня 1931 года в городе Кривой Рог.
В 1944—1954 годах жил в доме профессуры в Кривом Роге.
В 1954 году окончил факультет международных отношений Киевского государственного университета. Еще студентом вступил в КПСС. В 1952 году назначен секретарём министра промышленности строительных материалов УССР, успел поработать секретарём коллегии министерства промышленности строительных материалов УССР. В 1955 году стал председателем колхоза, в 1958 году ушёл с должности председателя колхоза и вернулся в Совет Министров УССР.
В 1959—1965 годах работал сначала первым секретарём, а потом советником отдела международных экономических организаций при Министерстве иностранных дел УССР. Потом шесть лет был сотрудником секретариата отделения ООН в Женеве. В 1971—1977 годах работал членом коллегии, затем начальником отдела международных экономических организаций при МИДе УССР. До 1980 года три года работал директором управления Д-2 в секретариате ООН в Нью-Йорке.
В 1980—1985 годах — заместитель министра иностранных дел УССР, в 1985 году получил ранг чрезвычайного и полномочного посла. До 1991 года был постоянным представителем УССР при ООН. В сентябре 1992 года назначен послом Украины в Польше, на должности находился до 25 августа 1994 года, когда был назначен министром иностранных дел Украины. В период пребывания на должности был подписан «Большой договор» между Россией и Украиной по статусу Черноморского флота РФ в мае 1997 года. Пост главы МИДа занимал до 17 апреля 1998 года.
Будучи постоянным представителем Украины при ООН, Геннадий Удовенко с сентября 1997 по сентябрь 1998 года был президентом 52-й её сессии.
В середине 1990-х годов сблизился с Народным рухом Украины (НРУ) и был включён в избирательных список партии под номером 3 как беспартийный кандидат (членом НРУ стал в начале 1999 года). На парламентских выборах в марте 1998 года был избран депутатом Верховной рады Украины.
После гибели главы НРУ Вячеслава Чорновила, 25 марта 1999 года, Геннадий Удовенко 31 марта того же года был избран исполняющим обязанности председателя партии. С 14 мая 1999 по 3 мая 2003 года занимал пост главы НРУ.
Геннадий Иосифович утверждал, что Рух выступал за создание украинской Украины, а не такого себе космополитического государства и за формирование национальной политической элиты, действующей сообща, ради единой национальной идеи. Он также ещё в начале 2000-х годов уверял, что отказ Украины от Европейского пути негативно отобразится на её международном авторитете. Поскольку наша страна не могла прорваться на международные европейские рынки из-за отставания в развитии технологий, то возврат к союзу с Россией и Беларусью, утверждал политик, означало бы законсервировать это отставание ещё на много лет.
31 октября 1999 года участвовал в первом туре президентских выборов, на которых занял седьмое место из тринадцати, набрав 1,22 % (319 778 голосов).
На парламентских выборах в марте 2002 года выступал под номером 3 избирательного списка блока партий «Наша Украина» (НУ), в состав которого входил и НРУ.
Участвовал в парламентских выборах 26 марта 2006 года под номером 31 избирательного списка «Нашей Украины». Третий раз стал депутатом Верховной рады Украины.
С 24 марта 2007 года был членом коллегии украинского МИДа.
Кроме украинского и русского, свободно владел польским, английским и французским языками.
Умер 12 февраля 2013 года на 82-м году жизни в хирургическом отделении больницы «Феофания».

## Награды
- Орден князя Ярослава Мудрого III степени (2007)[3], IV степени (2005)[4][5], V степени (1998)[6];
- Орден «За заслуги» II степени (22 июня 2011)[7];
- Почётный знак отличия Президента Украины (1995)[8];
- Гранд-офицер ордена Великого князя Литовского Гядиминаса (Литва, 20 сентября 1996)[9];
- Орден Креста земли Марии III степени (Эстония, 7 февраля 2007)[10][11];
- Большой крест ордена Гражданских заслуг (Испания, 1996)[12];
- Большой крест ордена Инфанта дона Энрике (Португалия, 16 апреля 1998)[13];
- Почётный доктор Бриджпортского университета (1997, США);
- Почётный доктор Украинского вольного университета в Мюнхене (1997, ФРГ);
- Почётный гражданин города Северодонецка[14].